# Karl Kilbom
Karl Kilbom (8. maj 1885 – 24. december 1961) var en svensk politiker, oprindeligt socialdemokrat, blev kommunist i 1917. Efter 1929 anti-stalinist. 